# St. Peter am Bichl (Völs)
Die 1371 erstmals erwähnte Kirche St. Peter am Bichl steht auf einem seit der älteren Bronzezeit besiedelten Hügel westlich des Ortszentrums von Völs, einer Gemeinde Südtirols. Das Langhaus, die Apsis und der untere Teil des Turmes stammen aus dem 13. Jahrhundert.
1498 begannen Umbauarbeiten zu spätgotischen Formen mit einem Netzrippengewölbe statt der ursprünglichen Holzdecke. Dadurch wurden die Dachneigung steiler und beide Giebel erhöht. Das ebenfalls veränderte Südportal aus rötlichem Sandstein zeigt über der Tür zu beiden Seiten der gekreuzten Petrusschlüssel die Wappen der Familien Thun und Firmian, entsprechend den beiden Ehefrauen Regina von Thun und Katharina von Firmian des Leonhard des Älteren von Völs.
Der 1510 vermutlich anlässlich des Endes der Umbauarbeiten gestiftete Flügelaltar ist aus Sicherheitsgründen im Pfarrmuseum ausgestellt. In der Predella ist auf goldenem Untergrund links die heilige Katharina, rechts die heilige Barbara zu sehen. Das ursprünglich die Mitte einnehmende Relief der Anna selbdritt wurde an der Wende zum 20. Jahrhundert verkauft und durch eine Kopie ersetzt, die wiederum 1937 gestohlen wurde. Die Flügel zeigen im geschlossenen Zustand eine Verkündigung mit dem Engel mit Spruchband und Hirtenstab links und Maria am Betpult rechts. Die Innenseiten der Flügel zeigen Reliefs des hl. Paulus links und des hl. Andreas rechts. Im Schrein ist der Kirchenpatron mit Tiara und Buch flankiert von den beiden Johannes zu sehen.
Eine Kanzel (um 1600) an der Nordwand und die gleichzeitig herausgebrochenen Langhausfenster sind die letzten baulichen Veränderungen im Kirchenschiff.
Das Dach des Turmes mit dem Krüppelwalmdach stammt allerdings erst aus dem Jahr 1862 als Ersatz für das durch einen Blitzschlag zerstörte Original.

## Galerie

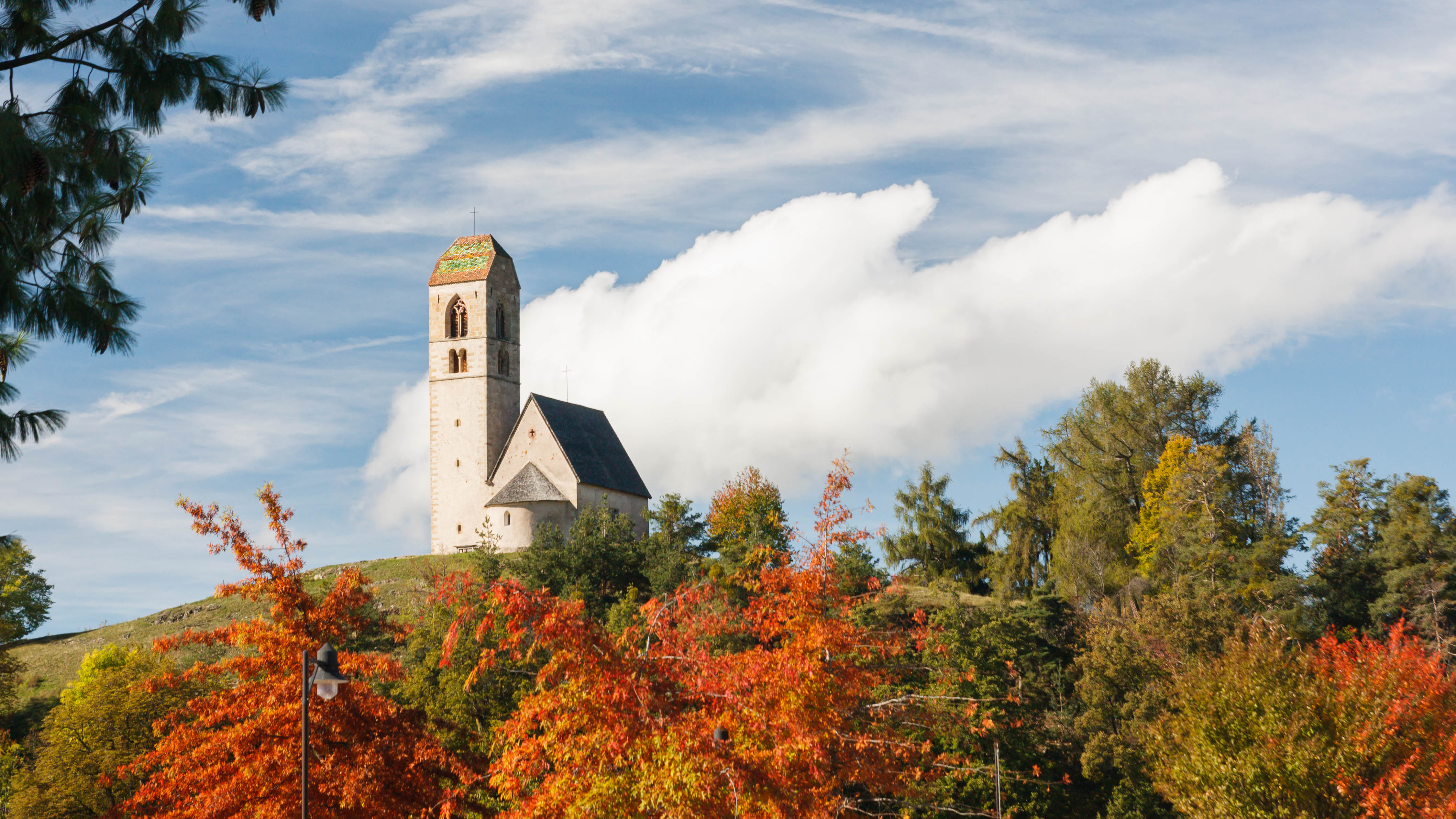
St. Peter am Bichl
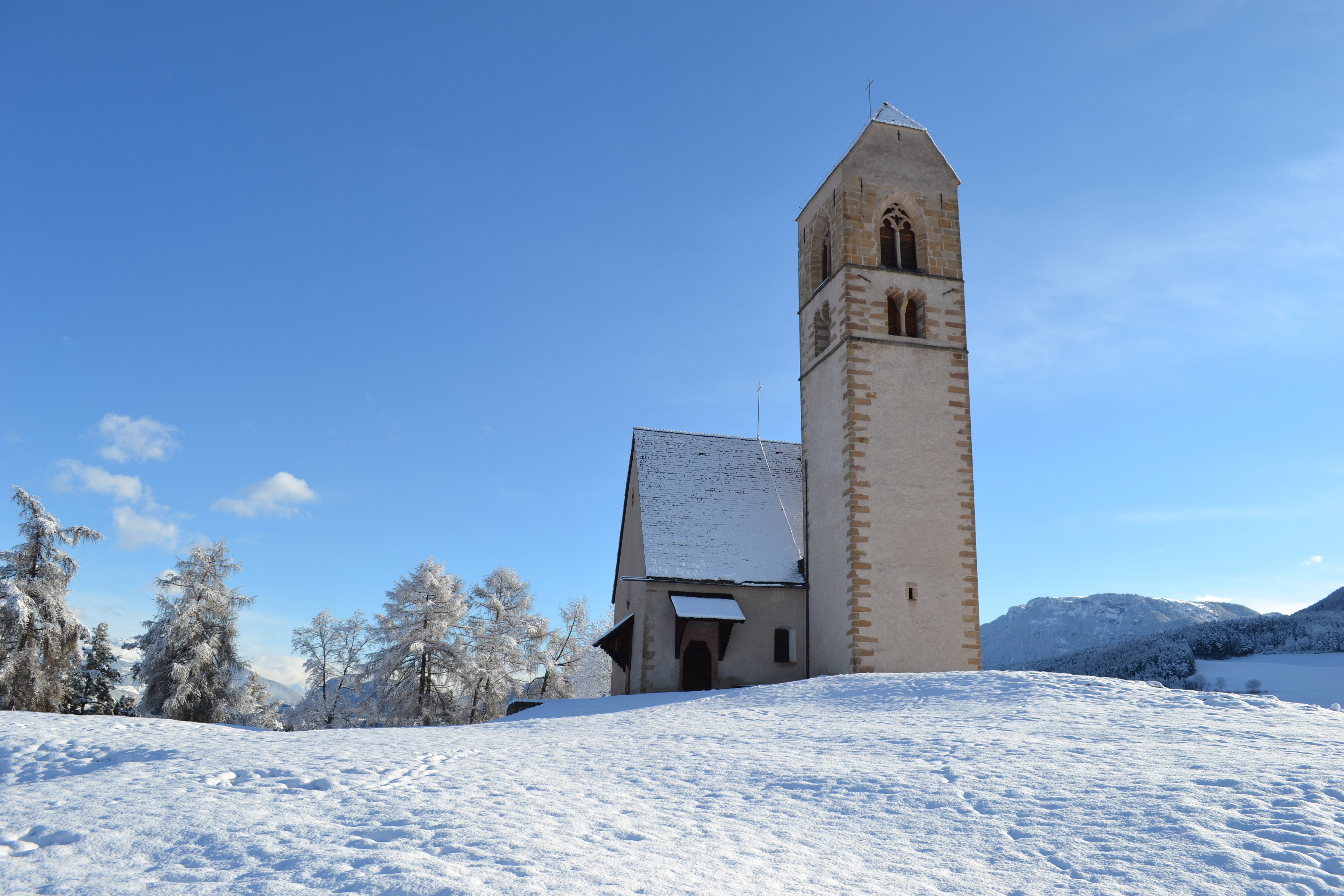
St. Peter am Bichl
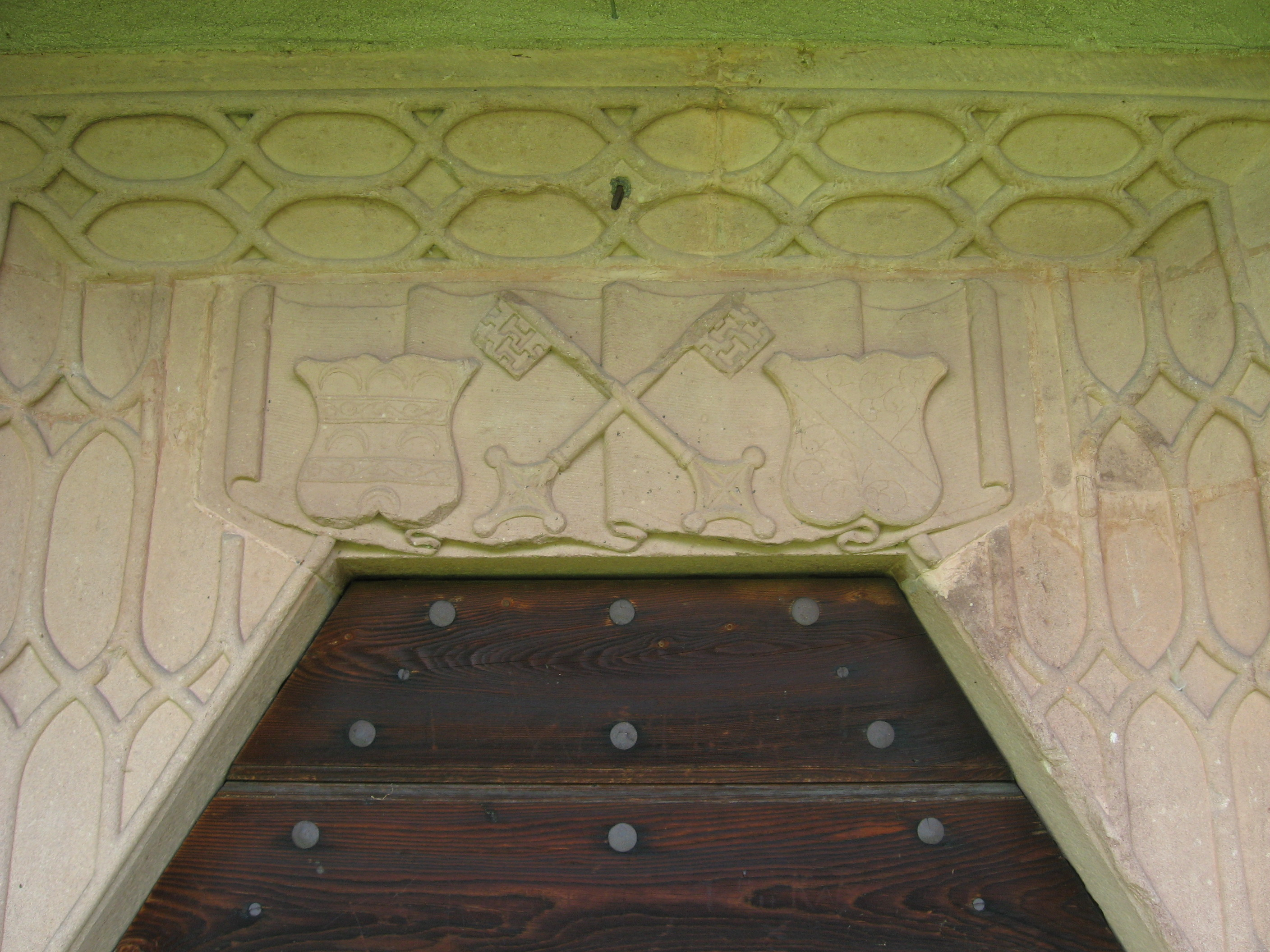
Türsturz mit Petrusschlüsseln
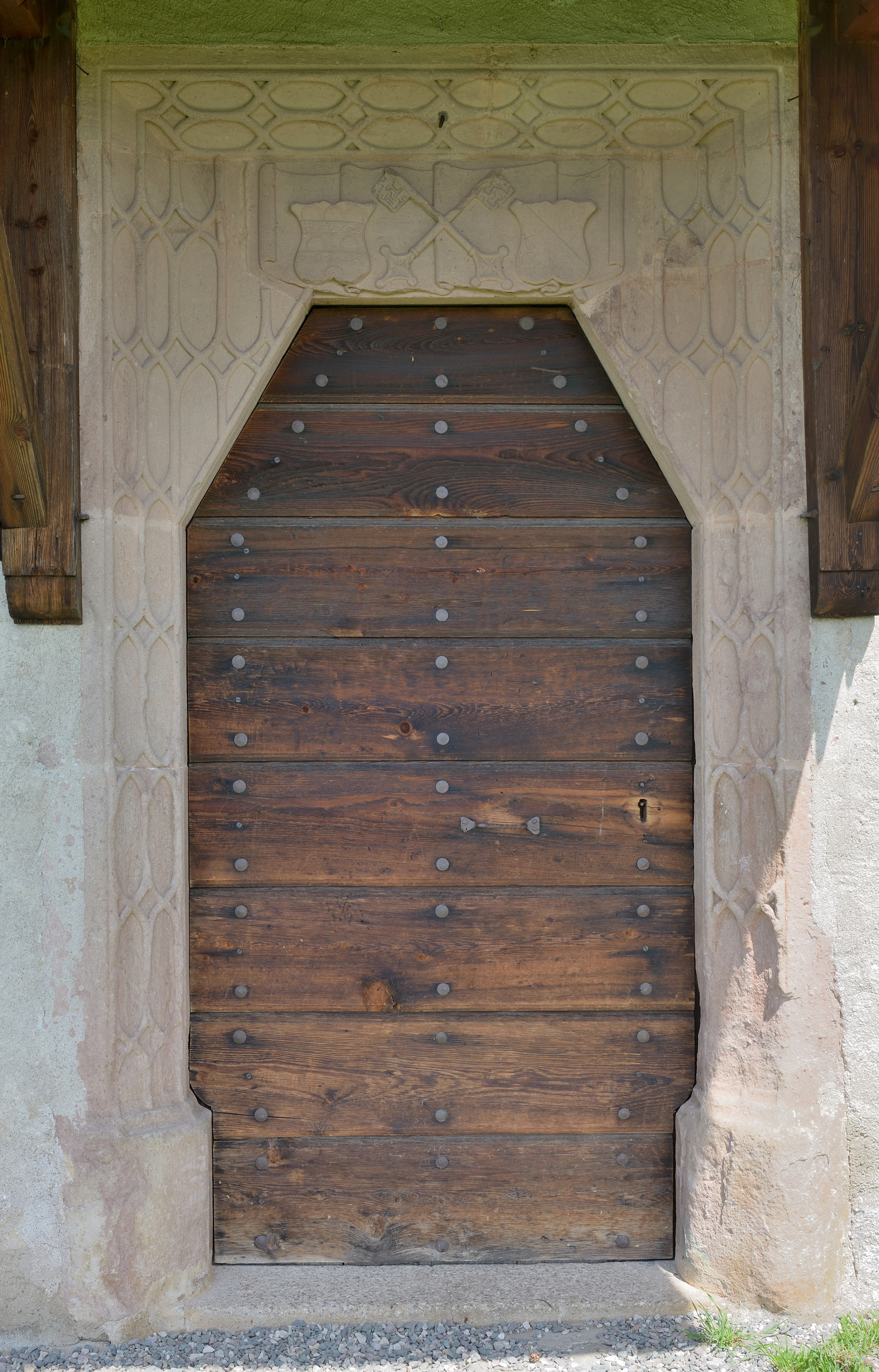
Südportal